# Nimenga (village)

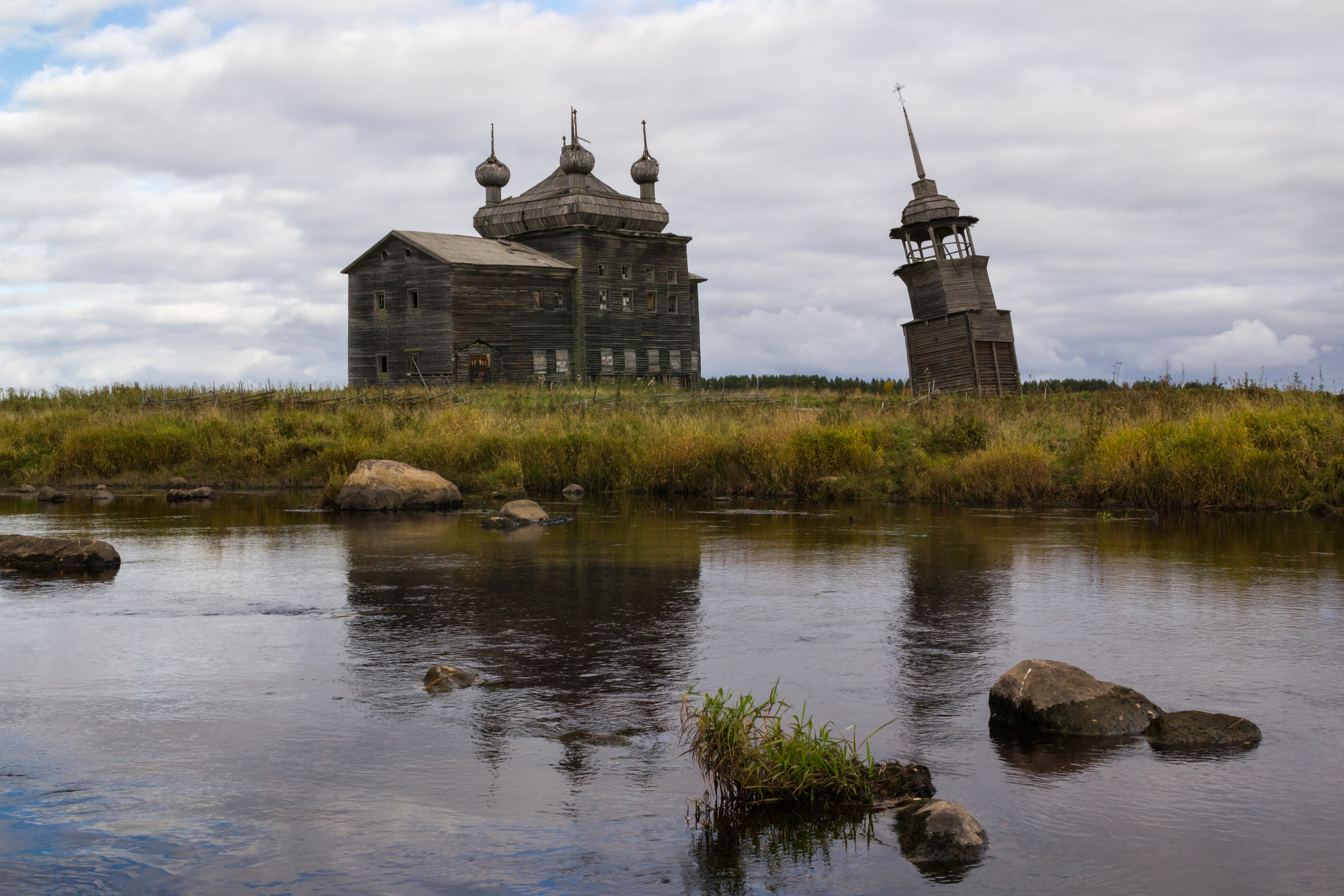
L'église de la Transfiguration de Nimenga et son clocher.

Nimenga (Ни́меньга) est un village du nord de la Russie dans le raïon d'Onega de l'oblast d'Arkhangelsk. Il appartient à la commune rurale de Nimenga.

## Géographie
Nimenga se trouve au bord de la rivière Nimenga qui se jette dans la mer Blanche.

## Population
En 2002, il y avait 645 habitants à l'année au village et en 2012, 689 habitants.

## Économie
- Entreprise Nimengales («Нименьгалес»)

## Transport
Gare de chemin de fer de Nimenga. 